# Louise Homer
Louise Homer (Pittsburgh, 30 de abril de 1871 - Winter Park, 6 de maio de 1947) foi uma cantora lírica norte-americana, uma das principais contraltos da primeira metade do século XX.
Nascida Louise Dilworth Beatty em Pittsburgh, no estado americano de Pennsylvania. Casou-se em 1895 com o compositor Sidney Homer, também americano; após estudar na Filadélfia, Boston e Paris fez a sua estréia em 1898, na cidade de Vichy, França, no papel de Leonora, na ópera La favorita, de Gaetano Donizetti. Apareceu em teatros como a Royal Opera House, de Covent Garden, em Londres, e no Théâtre Royal de la Monnaie, de Bruxelas, de 1900 a 1919, e cantou, em 1927, no Metropolitan Opera, de Nova York. Juntou-se à Civic Opera Company, de Chicago, na década de 1920, cantando subsequentemente em San Francisco e Los Angeles.
Louise desenvolveu uma voz de contralto incomumente rica, e destacou-se por papéis como Amnéris, na Aida de Giuseppe Verdi, Orfeo em Orfeo ed Euridice, de Christoph Gluck, e Dalila, em Samson et Dalila, de Camille Saint-Saëns. Gravou extensivamente para gravadoras como Victor Records e Columbia Records, nas primeiras décadas do século. Diversos papéis foram criados para ela, como a Bruxa em Hansel and Gretel, de Engelbert Humperdinck, e o papel principal de Mona, de Horatio Parker.
O compositor Samuel Barber era seu sobrinho. Morreu na Flórida, em 1947.